# 別爾比亞日
48°48′33″N 23°8′31″E / 48.80917°N 23.14194°E

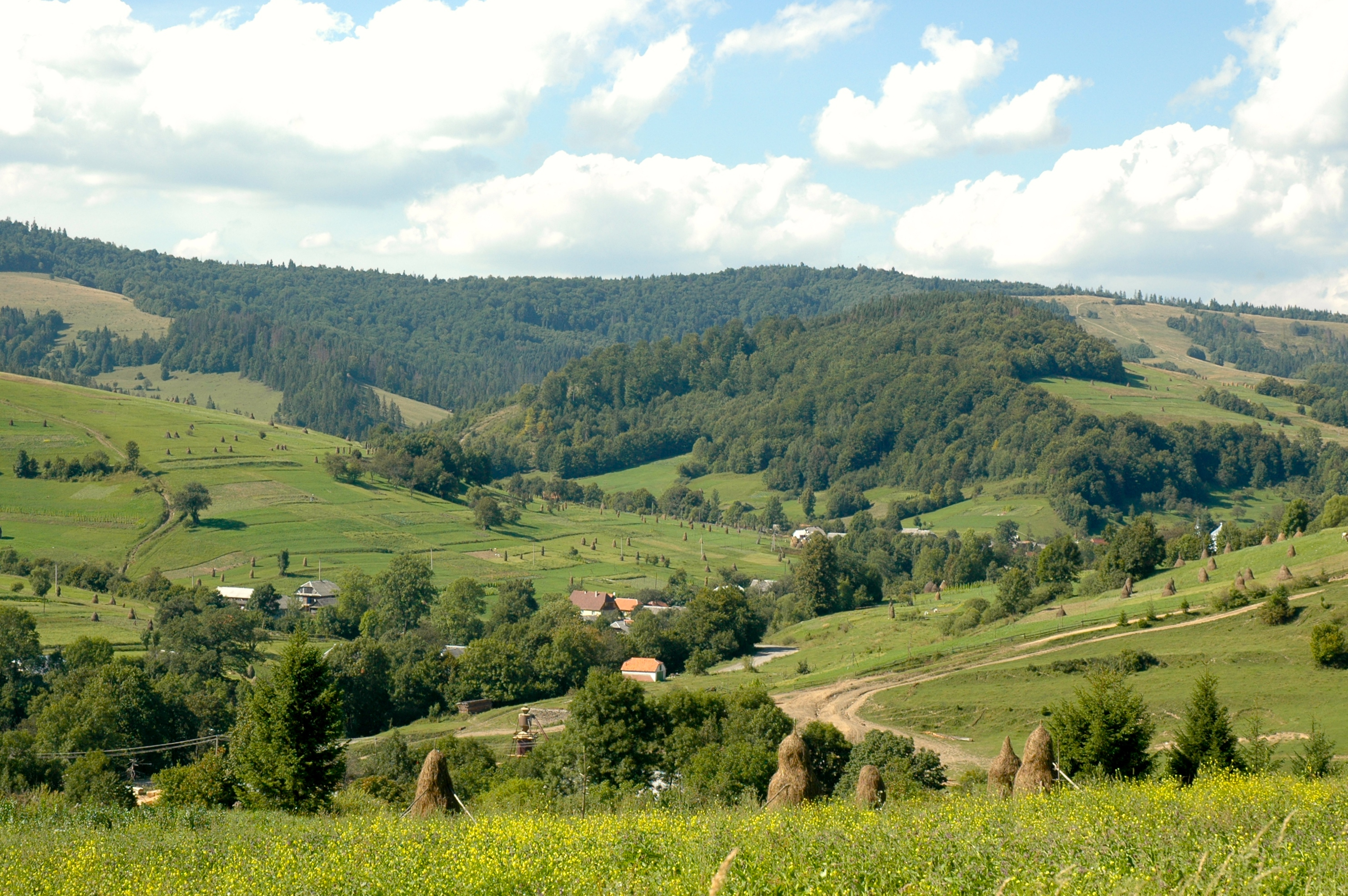

別爾比亞日（烏克蘭語：Верб'яж），是烏克蘭西部的村莊，隸屬外喀爾巴阡州的穆卡切沃區。該村始建於1600年，面積3.29平方公里，海拔高度559米，2001年人口916，人口密度每平方公里278.08人。
別爾比亞日在地圖上的位置 （页面存档备份，存于）